# Les Gaîtés de l'escadron (film, 1913)
Pour les articles homonymes, voir Les Gaîtés de l'escadron.
Pour plus de détails, voir Fiche technique et Distribution.
Les Gaîtés de l'escadron est un film muet français réalisé par Joseph Faivre et Maurice Tourneur, sorti en 1913.

## Synopsis
La vie d'une garnison de province.

## Fiche technique
- Titre français : Les Gaîtés de l'escadron
- Réalisation : Joseph Faivre et Maurice Tourneur
- Scénario : Maurice Tourneur, d'après la pièce éponyme de Georges Courteline
- Société de production : Société Française des Films Éclair
- Société de distribution : Société Française des Films Éclair
- Pays de production :  France
- Langue originale : français
- Format : noir et blanc — 35 mm — 1,37:1 — Muet
- Genre : Comédie
- Durée : 920 mètres
- Date de sortie : 
  - France : 14 octobre 1913

## Distribution
- Edmond Duquesne : Capitaine Hurtulet
- Henry Roussel : Le général
- Henri Gouget : L'adjudant Flick
- Pierre Delmonde
- Maurice de Féraudy
- Charles Krauss
- Fernande Petit
- Polaire

## Autour du film
- Ce film fera l'objet d'un remake par Maurice Tourneur lui-même en 1932 : Les Gaietés de l'escadron